# Unione Territoriale Intercomunale del Torre
L'Unione Territoriale Intercomunale del Torre è stato un ente amministrativo e territoriale istituito nel 2016, contestualmente alla cessazione delle province della regione Friuli-Venezia Giulia., soppressa nel 2020 ai sensi della legge regionale 21/2019. Prendeva il nome dalle Valli del Torre e dal fiume Torre che scorre in questa zona geografica e comprendeva una serie di comuni attorno al capoluogo centrale di Tarcento, confinando a nord con l'UTI del Canal del Ferro - Val Canale a ovest con l'UTI Collinare e l'UTI del Gemonese, a sud con l'UTI del Friuli Centrale e a est con l'UTI del Natisone.
| Stemma | Comune              | Popolazione | Superficie | Altitudine |
| ------ | ------------------- | ----------- | ---------- | ---------- |
|        | Tarcento            | 8 919       | 35,42      | 230        |
|        | Attimis             | 1 710       | 33,24      | 195        |
|        | Cassacco            | 5 059       | 2862       | 179        |
|        | Faedis              | 2 829       | 46,68      | 176        |
|        | Lusevera            | 607         | 53,05      | 504        |
|        | Magnano in Riviera* | 2 303       | 8,34       | 201        |
|        | Nimis               | 2 643       | 33,9       | 207        |
|        | Povoletto           | 5 474       | 38,41      | 116        |
|        | Tavagnacco          | 14 981      | 15,37      | 137        |
|        | Taipana             | 565         | 65,44      | 478        |

(*) I comuni contrassegnati non hanno mai sottoscritto lo statuto della relativa unione territoriale di appartenenza.